# Heilig Hartbeeld (Holtum)
Het Heilig Hartbeeld is een standbeeld in de Nederlandse plaats Holtum in de provincie Limburg.

## Achtergrond
Het Heilig Hartbeeld werd in 1929 door de familie Hermans-Donners aan de parochie geschonken. Het werd vervaardigd in het Atelier Thissen in Roermond. 
Identieke beelden staan in Klimmen (1928), Neeritter (1921), Nistelrode (1922) en Papenhoven (1927).

## Beschrijving
Het beeld toont een Christusfiguur ten voeten uit, blootsvoets staande op bolsegment met een rand van golvende lijnen, wellicht symbool voor de wereldbol omgeven door wolken. Hij is gekleed in een lang, gedrapeerd gewaad en omhangen met een mantel. Hij houdt zijn rechterhand zegenend geheven, met gestrekte wijs- en middelvinger, de linkerhand wijst naar het vlammende Heilig Hart op zijn borst, dat wordt omwonden door een doornenkroon en bekroond met een kruis. 
Het beeld is geplaatst op een hoge sokkel met zijstukken. Op de zijstukken staat resp. "WEES ONZE TROOST IN HET LIJDEN" en "WEES ONZE TOEVLUCHT IN ALLEN NOOD". Op een plaquette op de sokkel staat: 

H.HART
VAN
JEZUS
TOON ONS DEN WEG
EN ZEGEN DEZE
PAROCHIE